# Arsenio Valpoort
Arsenio Valpoort (Amsterdam, 5 agosto 1992) è un calciatore olandese, attaccante dell'Unicum.

## Carriera
Ha giocato nella massima serie olandese con Heerenveen e PEC Zwolle, dove ha collezionato, in totale, 18 presenze e due reti.